# گرولس‌هایم
گرولسهایم (به آلمانی: Gerolsheim) یک شهر در آلمان است که در باد دورکهایم واقع شده‌است. گرولسهایم ۱٬۷۰۳ نفر جمعیت دارد.